# إمامة

أسماء الأئمة الاثني عشرية

الإمامة في الإسلام (عند أهل السنة والجماعة وكذلك عند الشيعة الاثناعشرية والاسماعلية) هو مصطلح آخر للخلافة، بمعنى آخر الإمام هو الخليفة المُفترض طاعته على جميع المسلمين، الإمامة زعامة ورئاسة عامة على جميع الناس، وهذا متفق عليه في الإسلام.
لكن هنالك اختلاف بين السنة والشيعة في بعض الأمور.
فعند الشيعة تعد الإمامة أصلًا من أصول الدين لا يتم الإيمان إلا بالاعتقاد بها؛ إذ لابد أن يكون لكل عصر إمام وهادياٌ للناس، يخلف النبي محمد في وظائفه ومسؤولياته، ويتمكن الناس من الرجوع إليه في أمور دينهم ودنياهم، بغية إرشادهم إلى ما فيه خيرهم وصلاحهم. بينما أكدت كُتب السنة على الإمامة، وضرورتها، واتباع الإمام (الخليفة)، إلا أنه لم يقم أيٌ من علمائهم بجعلها من أصول الدين.
والإمام طبقا للمفهوم الشيعيّ معصوم واجب الطاعة. بينما عند السنة فلا عصمة إلا لأنبياء الله ورسله؛ وذلك لعدم توفر دليل على عصمة غيرهم. ويتفق السنة على وجوب طاعة الإمام، وإن كان غير معصوم عندهم.
```
والإمامة عند السنة تكون بالمبايعة أو لسان الإمام من قبله، بينما عند الشيعة لا تكون إلا بالنص من 
الله
 على لسان 
النبي
 أو لسان الإمام الذي قبله، وليست هي بالاختيار والانتخاب من قبل الناس.
```

ويعتقد الشيعة الإمامية الإثناعشرية بوجب إتباع الأئمة الإثني عشر اعتماداً على أحاديث النبي محمد.

## معنى الإمامة لغةً واصطلاحاً
هي مصدر الفعل «أمّ» إنّ كلمة الإمام في اللغة تعني المتَّبَع والمقتدى به والإمام هو ما يؤتم به، ومنه قيل للطريق إمام، وللبناء إمام لأنه يؤتم بذلك، أي يهتدي به السالك، والإمام لما كان هو القدوة للناس لكونهم يأتمون به، ويهتدون بهديه أطلق عليه هذا اللفظ. فإنه اسم يطلقه الشيعة على الحكام الذين يستمدون سلطتهم من مصدر ديني. فقد ذهبت الشيعة إلى أن الإمام، وهو أميرالمؤمنين علي بن أبي طالب، له الحق أن يكون إماما بالنص والتعيين، إما بالإسم أو الصفة. اعتماداً على حديث النبي في الخطبة التي قال فيها عند غدير خم: «من كنت مولاه فإن علياً مولاه.»

## الخلافة والإمامة
إن فرق المسلمين الكبرى اختلفت في الأصل حول الإمامة، وأصل الخلاف حولها، هو في تحديد الموقف بعد الرسول؛ فقد اقترن مصطلح «الخلافة» في التراث السياسي الإسلامي بالتجربة العملية للحكم التي ظهرت فجأة بعد وفاة الرسول واستمرت حتى سقوط الدولة العثمانية، حيث يبدأالتسلسل التاريخي منذ وفاة الرسول ب: الخلفاء الراشدين، ثم الخلفاء الأمويين، ثم الخلفاء العباسيين، ثم الخلفاء العثمانيين، فصار «الخليفة والخلافة» عنواناً لهذا الخط الذي حكم المسلمين فعلاً، فيما ظل مصطلح «الإمامة» عند الشيعة عنواناً لشكل الحكم الذي حدده الرسول بعد وفاته بنصه على الأئمة الاثنى عشر من ذريته.
وتبنى أتباع مدرسة أهل البيت «الإمامة»، وتميزوا بها حتى صار اسم «الإمامية» علماً عليهم.

### فی الاستعمال اللغوی
يشترط في الخلافة –حسب المعنى اللغوي والاستعمال العرفي – أن يكون المستخلف عنه إما ميتاً أو غائباً. قال ابن منظور: الخليفة هو الذي يستخلف ممن قبله. وقال ابن فارس: خلف: الخاء واللام والفاء أصول ثلاثة أحدهما أن يجيء شيء بعد شيء يقوم مقامه. وقال ابن الأثير: هو من يقوم مقام الذاهب. ولفظ «الخليفة» ومشتقّاته استُعمِل في غالِب موارده بهذا المعنى كما ورد في القرآن الكريم:
﴿وَاذْكُرُوا إِذْ جَعَلَكُمْ خُلَفَاءَ مِنْ بَعْدِ قَوْمِ نُوحٍ﴾(الأعراف: 69)
﴿فَخَلَفَ مِنْ بَعْدِهِمْ خَلْفٌ وَرِثُوا الْكِتَابَ﴾(الأعراف: 169)
﴿وَهُوَ الَّذِي جَعَلَكُمْ خَلائِفَ الأَرْضِ﴾(الأنعام: 165)
﴿وَقَالَ مُوسَى لأَخِيهِ هَارُونَ اخْلُفْنِي فِي قَوْمِي وَأَصْلِحْ﴾(الأعراف: 142)
ولكنْ استعمل أيضاً في موارد وجود المستخلِف عنه وعدم غيابه كما في قوله تعالى:
﴿وَإِذْ قَالَ رَبُّكَ لِلْمَلاَئِكَةِ إِنِّي جَاعِلٌ فِي الأَرْضِ خَلِيفَةً﴾(البقرة: 30)
﴿يَا دَاوُودُ إِنَّا جَعَلْنَاكَ خَلِيفَةً فِي الأَرْضِ فَاحْكُم بَيْنَ النَّاسِ بِالْحَقِّ﴾(ص: 26)
إذن، بحسب التتبّع لموارد استعمال هذا اللفظ يتبيّن أنّ موت المستخلَف عنه أو غيبته الحقيقيّة ليست جزءاً مِن المعنى الموضوع له، وإنّما يكفى أنْ تكون غيبته غيبةً اعتباريّةً فقط، تماماً كالتوكيل في عصرنا الحاضر، حيثُ لا تعارض بين وجود الوكيل والأصيل، نظراًَ للمصالح المترتّبة على التوكيل أو الضرورات القاضية بفرض غيبة الأصيل، والتعامل مع القائم بأعماله وكالةً. بيد أنّ الشرط الملحوظ في مفهوم الخلافة، هو تقارب الخليفة والمستخلَف عنه في الصفات والخصائص ما أمكن ذلك، فخليفة الله يكون أجلى صورة وأتمّ تعبير عن مستخلِفه (بالكسر)، وكذلك خليفة الرسول حيث يكون متخلّقاً بأخلاقه ومتّصفاً بصفاته، وبكلمة يكون صورة أُخرى عنه. مضافاً إلى هذا فقد ذكروا للخلافة معاني أُخرى في اللغة، من قَبيل السلطان الأعظم والإمام الأكبر، ويُحتمل أنْ تكون ثمّة شُبهة مصداقيّة وخَلط بين المفهوم والمصداق أدّى إلى المصير إلى هذهِ المعاني.
إنّ كلمة الإمام في اللغة تعني المتَّبَع والمقتدى به وقد ورد اللفظ بصيغة المفرد والجمع في القرآن:
﴿قَالَ إِنِّي جَاعِلُكَ لِلنَّاسِ إِمَامًا قَالَ وَمِن ذُرِّيَّتِي قَالَ لاَ يَنَالُ عَهْدِي الظَّالِمِينَ﴾
﴿يَوْمَ نَدْعُو كُلَّ أُنَاسٍ بِإِمَامِهِمْ﴾
﴿وَجَعَلْنَاهُمْ أَئِمَّةً يَهْدُونَ بِأَمْرِنَا﴾
﴿وَنُرِيدُ أَن نَّمُنَّ عَلَى الَّذِينَ اسْتُضْعِفُوا فِي الأَرْضِ وَنَجْعَلَهُمْ أَئِمَّةً وَنَجْعَلَهُمُ الْوَارِثِينَ﴾
﴿فَقَاتِلُواْ أَئِمَّةَ الْكُفْرِ إِنَّهُمْ لاَ أَيْمَانَ لَهُمْ لَعَلَّهُمْ يَنتَهُونَ﴾
وعنوان الإمامة تماماً كعنوان الخلافة، ليست اصطلاحاً توقيفيّاً أو لفظاً موضوعاً لمعنىً محدّد بعينه، وإنّما هو لفظٌ موضوعٌ لمفهومٍ فَضفاض، يُمكن التصرّف به ضِيقاً وسِعةً حسب المراد منه عند الأفراد أو الطوائف.

### في المعنى الاصطلاحي
أهل السنة يستعملون لفظ الإمام بما يرادف معنى الخلافة وذلك في كتبهم الكلامية عند ما يتناولون مسألة البحث في الخلافة (التي تقابل معنى الإمامة عند الشيعة) فيشترطون في الامام ما يشترطونه في الخليفة وينفون عنه ما ينفون عنه. وقد كانت الخليفة من الألقاب التي أطلقت على الحكام بعد موت النبي وسميت حكومة أربعة الأوائل بالخلفاء الراشدين، أما الإمام فإنه اسم يطلقه الشيعة على الحكام الذين يستمدون سلطتهم من مصدر ديني. وتختلف الإمامة والخلافة عند الشيعة عنهما عند أهل السنة، فهي عبارة عن مقام إلهي، ينبغي على الحاصل عليه مواصلة وظائف الرسالة ومهماتها؛ فالإمام ليس نبياً أو رسولاً مع أن الكثير من وظائف الرسول موكلة إليه: إذ ينبغي عليه توضيح مجملات القرآن، والأحكام التي لم يتسن للرسول الوقت الكافي لإيضاحها، والإجابة عن الأسئلة المستجدة في العقائد والأحكام، فيكون وجوده في المجتمع مثل النبي.
إضافة إلى ذلك كله من الأدوار والمكانة، يجب أن يكون الإمام مديراً ومدبراً وشجاعاً ويقظاً وعالماً بمقتضيات زمانه، ولن يتيسر لنا معرفة مثل هذا الشخص إلا عن طريق الرسول، بل حتى تربيته لن تتم إلا عبر العناية الإلهية، وطبعاً ينبغي لمثل هذا الشخص أن يكون معصوماً عن الخطأ والاشتباه، مصاناً من الذنوب.
أما الإمامة عند أهل السنة، فهي عبارة عن مقام اجتماعي تؤخذ شرعيته من بيعة الناس، فيجب أن يكون الإمام مثل رئيس الجمهورية، مديراً ومدبراً وشجاعاً، ولا ضرورة مطلقاً لكي تتوفر فيه صفات أو كمالات أخرى غير التي ذكرت.
وحين بدأ –في بداية قرن الثالث- تدوين العلوم والبحث في الشروط التي ينبغي توافرها في الحاكم، وضع العلماء –إن في كتب الفقه أو في علم الكلام- هذا المبحث تحت باب «الإمامة» ويقصدون بها الخلافة إلا في كتب الشيعة فإنهم لايقولون إلا بالإمامة. وتميزت السنة وعلماؤها بالقول بالخلافة، واختصت الشيعة بالإمامة، حتى إذا أطلقت الإمامة أو قيل الإمام انصرف الذهن إلى الشيعة.

#### التوسّع في المعنى الإصطلاحي للإمامة
ميزات الإمام عند الشيعة أثر على استعمال لفظ الإمام بحيث أصبح كأنه المعنى الموضوع له فتحاشوا اطلاقه على غير المعصومين الا بقرينة صارفة. قد مرت هذه اللفظة بمراحل عديدة عند الشيعة طول التاريخ:
1. المرحلة الأولى: مرحلة الاعتقاد بانحصار صلاحية الإمامة في الأئمة الاثنى عشر وعدم اطلاق هذا اللفظ على غيرهم الا بقرينة حالية أو مقالية، وحينئذ لم تكن الزعامة والنفوذ والسلطان الخارجي كافية لتجعل الشخص إماماً بحيث يصدق عليه اللفظ بدون قرينة اللهم إلا أن يكون في الاستعمال تجوز ومسامحة.[18]
2. المرحلة الثانية: المرحلة التي اعقبت وفاة الأئمة جميعاً وغيبة الامام المنتظر وكان يطلق على واجدي الشرائط لفظ الوكيل أو نائب الامام.[18] وتنقسم إلى فترتين:
  1. فترة النيابة الخاصة التي عين فيها الامام سفراء له ينوبون عنه أيام الغيبة الصغرى.(260-320ه.ق)
  2. فترة النيابة العامة التي حدد فيها الامام ضوابط كلية من قبيل الاجتهاد والعدالة لنوابه فمن توفرت فيه تلك الضوابط أصبح نائباً للامام بدون أن ينص عليه بالذات وهذه النيابة خاصة بزمن الغيبة الكبرى وستبقي حتى ظهور الامام المنتظر عند الشيعة.[18]
3. المرحلة الثالثة: مرحلة اطلاق لفظ الامام على الشخصية الكبيرة والقيادة الاجتماعية الرشيدة في المجتمع الإسلامي التي تتوفر فيها كل الشروط اللازمة لذلك وبهذا اقترب استعمال اللفظ من معناه اللغوي (كما حصل للامام الخميني في إيران)[19]
4. المرحلة الرابعة: وهي اتم مراحل الإمامة حيث يفتقد الشخص الجامع لشرائط الإمامة (بالمعنى العام) من الاجتهاد والعدالة والاعلمية (احياناً) والخبرة والتدبير فتقسم هذا المهام على الافراد الذين يتوفرون عليها، فالمجتهد يتصدى للإفتاء والعلم بعلوم القضاء وشرائطه يتصدى للقضاء وهكذا الحكم وباقي المرافق الأخرى فتجتمع الشرائط في مجموعة متكاملة متناسقة لا في فرد واحد.[15]

وأما عند أهل السنة فليس ثمة معنى اصطلاحي خاص بلفظ الإمامة اطلاقاً وانما استعمل بمعناه اللغوي المحض بل انهم لم يعتبروا فيه اطلاق اللفظ أيضاً. فيكفي أن يكون الشخص مبرزاً في بعض العلوم الإسلامية كالفقه والاصول والتفسير والكلام والحديث –وقد يتمتع احياناً بشيء من خصوصيات الامام- ليطلق عليه عنوان الامام حتى لو لم تصدق عليه «المقتدائية». ولهذا اطلقوا على كثير من العلماء المتأخرين والمتقدمين لفظ الامام من قبيل الامام الغزالي.

## الضروريات في البحث حول الإمامة
الأول: وهو في اصل البحث حيث الخلط بين المفاهيم من قبيل مفهوم «الإمامة» بمعناها الخاص «العقائدي» وما يستلزمه من النص والعصمة والتأييد الإلهي، وبين الإمامة بمعناها «السياسي» أي «منصب الحكم». فهذا من المفاهيم التأسيسية الهامة ويجب عدم الخلط بين مفهوم الإمامة السياسية والإمامة الإلهية، باعتبار أن مفاهيم «العصمة والنص واهل البيت والإثنى عشر وغيبة المهدي» لاترتبط بنظرية الحكم في الفكر الشيعي الا بمقدار ارتباط مفهوم النبوة والرسالة بنظرية الحكم السني.
هناك اثنان من المعنى الخاص عند الشيعة: الأول: المعنى الخاص ويراد به «من له منزلة النبي إلا النبوة والأزواج» ولهذا المعنى من الإمامة يأتي شرط العصمة والنص وحصرها في الأئمة الإثني عشر. كما حصرت الإمامة بعد إبراهيم في ذريته، إسماعيل وإسحاق ويعقوب، ثم حصرت بذرية يعقوب، فالمقصود به اذن هو نصب الحجة على الخلق بعد النبي. والثاني: وهو معنى خاص يراد به خصوص الإثني عشر وصياً؛ حيث أصبحت علماً خاصاً لهم لغلبة استعماله من قبل الشيعة فيهم، وبسبب صيرورة اللفظة علماً بالغلبة على المعصومين الاثنى عشر تحاشى فقهاء الشيعة استخدام هذا اللفظ واطلاقه على علمائهم وفقهائهم، إلا في القرن الأخير؛ حيث أطلق على مرجع الدين نظير إطلاقه من قبل السنة على الفقهاء والمحدثين سابقاً. وللكلمة معنى عام ويراد به منصب الحكم واقامة الحدود سواء شغل هذا المنصب شخص معصوم أو شغله غيره.
الثاني: وجود ظواهر مثل: الدقة في فهم بعض الروايات، وعدم بتر النصوص، والاجتناب عن ذكر مايؤيد المدعا، واستغفال القارئ غير المطلع بإيراد الروايات التي تؤكد المطلب دون الإشارة إلى ما يعارضها، و...

## مصدر سلطة الإمام
إن الشيعة لم يختلفوا في أن النص هو مصدر سلطة النبي والأئمة الاثنى عشر، وما دور البيعة الا النصرة والتمكين. فإن البيعة والشورى ليستا في قبال النص بل يقعان على امتداده، وهما إنما يأتيان في طول النص وليس في عرضه، والواقع أن فائدة البيعة تتمثل بمنح المبايع القدرة على النهوض بالأمر.